# Memoriał Huberta Jerzego Wagnera 2015
Memoriał Huberta Jerzego Wagnera 2015 – 13. edycja turnieju siatkarskiego odbył się w dniach 22–24 sierpnia 2015 roku w hali sportowo–widowiskowej w Toruniu.

## Uczestnicy
- Polska
- Francja
- Iran
- Japonia

## Tabela
| Lp. | Drużyna | Pkt | Mecze | Mecze   | Mecze   | Sety | Sety | Sety  | Małe punkty | Małe punkty | Małe punkty |
| Lp. | Drużyna | Pkt | M     | W (3:2) | P (2:3) | wyg. | prz. | ratio | zdob.       | str.        | ratio       |
| --- | ------- | --- | ----- | ------- | ------- | ---- | ---- | ----- | ----------- | ----------- | ----------- |
| 1   | Polska  | 8   | 3     | 3 (1)   | 0 (0)   | 9    | 3    | 3.000 | 279         | 254         | 1.098       |
| 2   | Japonia | 6   | 3     | 2 (0)   | 1 (0)   | 6    | 4    | 1.500 | 237         | 234         | 1.013       |
| 3   | Francja | 4   | 3     | 1 (0)   | 2 (1)   | 6    | 6    | 1.000 | 273         | 273         | 1.000       |
| 4   | Iran    | 0   | 3     | 0 (0)   | 3 (0)   | 1    | 9    | 0.111 | 223         | 251         | 0.888       |

Źródło: fundacjawagnera.pl
Punktacja: 3:0 i 3:1 – 3 pkt; 3:2 – 2 pkt; 2:3 – 1 pkt; 1:3 i 0:3 – 0 pkt
Zasady ustalania kolejności: 1. liczba punktów; 2. liczba zwycięstw; 3. stosunek setów; 4. stosunek małych punktów; 5. bilans w bezpośrednich meczach

## Wyniki
| Data  | Godz. | Drużyna 1 | Wynik | Drużyna 2 | 1     | 2     | 3     | 4     | 5     | * |
| ----- | ----- | --------- | ----- | --------- | ----- | ----- | ----- | ----- | ----- | - |
| 22.08 | 18:00 | Iran      | 0:3   | Francja   | 22:25 | 23:25 | 23:25 |       |       |   |
| 22.08 | 20:30 | Polska    | 3:0   | Japonia   | 28:26 | 25:15 | 25:18 |       |       |   |
| 23.08 | 17:00 | Japonia   | 3:1   | Francja   | 20:25 | 25:21 | 25:21 | 25:19 |       |   |
| 23.08 | 19:30 | Polska    | 3:1   | Iran      | 25:23 | 18:25 | 25:15 | 25:20 |       |   |
| 24.08 | 18:00 | Japonia   | 3:0   | Iran      | 33:31 | 25:21 | 25:20 |       |       |   |
| 24.08 | 20:30 | Polska    | 3:2   | Francja   | 25:27 | 19:25 | 26:24 | 25:23 | 15:13 |   |

## Nagrody indywidualne
| Najlepszy zawodnik (MVP) | Najlepszy atakujący | Najlepszy blokujący | Najlepszy zagrywający | Najlepszy rozgrywający | Najlepszy przyjmujący | Najlepszy libero |
| ------------------------ | ------------------- | ------------------- | --------------------- | ---------------------- | --------------------- | ---------------- |
| Michał Kubiak            | Dawid Konarski      | Piotr Nowakowski    | Mateusz Bieniek       | Yoann Jaumel           | Yūki Ishikawa         | Paweł Zatorski   |